# えぬえけい
えぬえ けい（7月31日 - ）は、日本の漫画家。埼玉県出身。
1997年、「いちばんの奇跡」が第24回なかよし新人まんが賞入選。『るんるん』（講談社）11月号に掲載された同作でデビューした。代表作には『なかよし』（同）にて連載された『B-ウォンテッド』などがある。影響を受けた漫画として『小さな恋のものがたり』（みつはしちかこ）を挙げている。夫はアニメーターの吉田大輔。
2009年、『名探偵夢水清志郎事件ノート』で第33回講談社漫画賞児童部門を受賞。
東日本大震災チャリティ同人誌「pray for Japan」にイラストを上梓した。

## 作品リスト
- RSRアールズレボリューション（なかよし、講談社） ISBN 4-06-178908-2
- B-ウォンテッド（なかよし、全6巻）
  1. ISBN 4-06-178924-4
  2. ISBN 4-06-178936-8
  3. ISBN 4-06-178949-X
  4. ISBN 4-06-178960-0
  5. ISBN 4-06-178972-4
  6. ISBN 4-06-178986-4
- 神様がくれた夏（なかよし） ISBN 4-06-364004-3
- ちゃんねるW（なかよし） ISBN 4-06-364024-8
- 名探偵夢水清志郎事件ノート（原作・はやみねかおる、なかよし、既刊9巻）
  1. ISBN 4-06-334953-5
  2. ISBN 4-06-372006-3
  3. ISBN 4-06-372093-4
  4. ISBN 4-06-372148-5
  5. ISBN 978-4-06-372208-6
  6. ISBN 978-4-06-372342-7
  7. ISBN 978-4-06-375421-6
  8. ISBN 978-4-06-375571-8
  9. ISBN 978-4-06-375830-6